# Willem Letemahulu
Willem Letemahulu (Well, 7 mei 1957) is een voormalig Nederlands profvoetballer die als aanvaller speelde. 

## Loopbaan
Letemahulu begon zijn loopbaan als aanvaller bij JVC'31. Hij zat in het seizoen 1976/77 in de selectie van N.E.C. maar brak niet door. Via een stage kwam hij in 1978 in Frankrijk waar hij voor Stade Brest ging spelen. Met die club promoveerde hij in 1979 en degradeerde hij in 1980 uit de Division 1. Het seizoen daarna hij met zijn club direct kampioen in de Division 2. Hierna ging hij naar EA Guingamp in de Division 2 en in 1983 naar FC Valence in de Division 3 waarmee hij in 1984 naar de Division 2 promoveerde. In het seizoen 1985/86 speelde hij voor FC Lorient in de Division 2 en hij sloot zijn loopbaan in 1987 in Nederland af bij RKC in de Eerste divisie. Nadien was hij voetbalcoach in het amateurvoetbal en had teams bij JVC, SIOL, Achates en Eendracht '30 onder zijn hoede. Zijn zoon Marinho speelde op het hoogste Nederlandse zaalvoetbalniveau en was zaalvoetbalinternational.